# مونكي موبايل

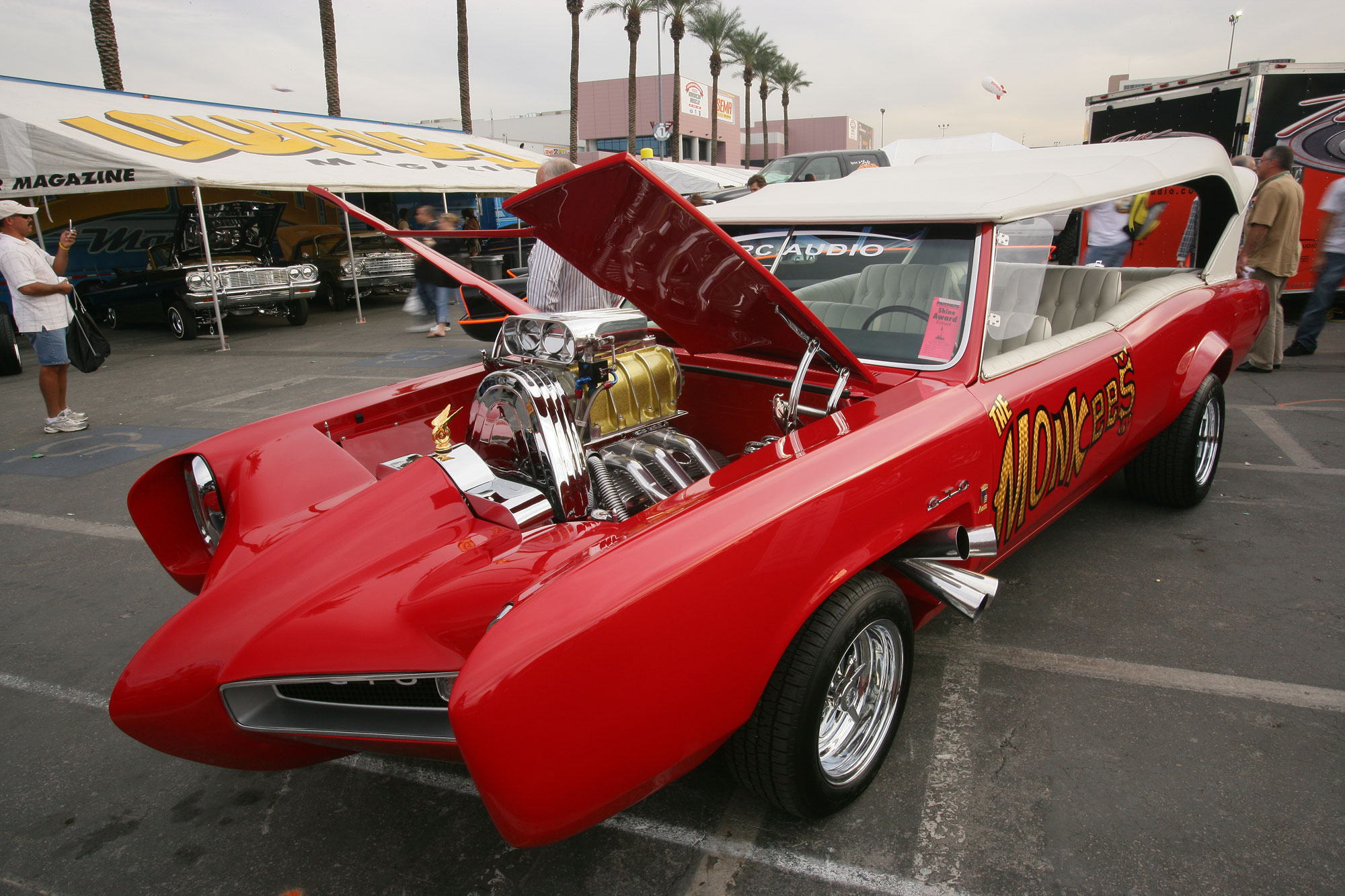
سيارة مونكي موبايل

سيارة مونكي موبايل بونتياك جي تي أو هي سيارة صممها وبناها المصمم دين جيفريز لأجل برنامج المونكيز.  تميزت كونها سيارة مكشوفة، مطلية باللون الأحمر، وتحمل شعار الفرقة في الجانب الأيمن تحتوي أربعة مقاعد ومقعد إضافي، ومظلة باراشوت وشعار جي تي أو من الأمام.

## روابط خارجية
- The History of the Monkeemobile
- Restoring the Past: Monkeemobile Gets a Makeover, from Drive! Magazine